# Райнхард II фон Ханау
Райнхард II фон Ханау (на немски: Reinhard II von Hanau) е от 1404 г. господар и от 1429 до 1451 г. граф на Ханау. Той е един от най-значимите представители от неговия род.

## Биография
Роден е около 1369 година в Ханау. Той е вторият син на Улрих IV (1330/1340 – 1380) и съпругата му графиня Елизабет фон Вертхайм, дъщеря на Еберхард фон Вертхайм.
Райнхард II следва през 1387 г. в университета в Болоня и вероятно през 1390 г. в Хайделберг.
По-големият му брат Улрих V управлява графството от 1380 г., няма синове и Райнхард II е негов наследник. Райнхард II и по-малкият му брат Йохан задължават на 26 ноември 1404 г. Улрих V да се откаже от трона. Райнхард II и Йохан управляват заедно до смъртта на Йохан през 1411 г. Райнхард II има вече право да се ожени.
От 1400 г. Райнхард II се занимава с имперски дела. През 1414 г. той посещава Констанцкия събор. На 11 декември 1429 г. е издигнат на имперски граф от крал Сигизмунд Люксембургски.
Умира на 26 юни 1451 година в Ханау. Погребан е в църквата „Св. Мария“ в Ханау като пръв от фамилията му. Всичките негови предшественици са погребвани в манастир „Арнсбург“.

## Фамилия
Райнхард II се жени на 18 януари 1407 г. за Катарина фон Насау-Байлщайн (1407 – 1459), дъщеря на граф Хайнрих II фон Насау-Байлщайн. Те имат децата:
- Катарина (1408 – 1460), омъжена 1.) 1421 г. за граф Томас II фон Ринек (пр. 1408 – 1431), 2.) 1432/1434 г. за граф Вилхелм II фон Хенеберг-Шлойзинген (1415 – 1444, при лов)
- Анна (* 15 юни 1409; † ?)
- Маргарета (1411 – 1441), омъжена 1440 г. за Готфрид VIII фон Епщайн († 1466)
- Райнхард III (1412 – 1452), от 1451 г. граф на Ханау
- Елизабет (1416 – 1446), омъжва се на 4 май 1432 г. за вилд- и Рейнграф Йохан IV фон Даун-Кирбург (1422 – 1476)
- Филип (Стари) (1417 – 1480), граф на Ханау-Лихтенберг